# Ascarophis arctica
Ascarophis arctica is een rondwormensoort uit de familie van de Cystidicolidae. De wetenschappelijke naam van de soort is voor het eerst geldig gepubliceerd in 1952 door Poljansky.